# 塞隆海豬魚
塞隆海豬魚（学名：Halichoeres zeylonicus），又名金線海豬魚、柳冷仔、金線儒艮鯛，为輻鰭魚綱鱸形目隆頭魚亞目隆頭魚科海豬魚屬下的一个种，分布於印度西太平洋區，從紅海至薩摩亞群島，北起日本，南迄澳洲大堡礁海域，棲息深度10-40公尺，本魚雌魚背部淡藍灰色，腹側白色，具有一個從吻部到上面的尾鰭基底的頂端延續的狹窄的橘色斑紋，雄性藍綠色在身體有不規則的粉紅條紋與斑點的頭部與前部上，在胸鰭基底的上面部分的一個邊緣藍色的斑點，背鰭硬棘9枚；背鰭軟條11枚；臀鰭硬棘3枚；臀鰭軟條11枚，體長可達20公分，棲息在沙石混合的礁石區，生活習性不明，可作為觀賞魚。